# Cambridge (Kansas)
Cambridge es una ciudad ubicada en el condado de Cowley en el estado estadounidense de Kansas. En el año 2010 tenía una población de 82 habitantes y una densidad poblacional de 164 personas por km².

## Geografía
Cambridge se encuentra ubicada en las coordenadas 37°19′2″N 96°40′2″O / 37.31722, -96.66722 (37.317323, -96.667085).

## Demografía
Según la Oficina del Censo en 2000 los ingresos medios por hogar en la localidad eran de $38,125 y los ingresos medios por familia eran $53,500. Los hombres tenían unos ingresos medios de $25,625 frente a los $24,167 para las mujeres. La renta per cápita para la localidad era de $19,413. Alrededor del 21.9% de la población estaban por debajo del umbral de pobreza.